# Guillem I de Verona
Guillem I de Verona (+ 1252) fou senyor de l'illa de Negrepont, fill i successor de Gobert o Gibert de Verona el 1209 juntament amb el seu germà Albert de Verona. Mort el seu germà el 1216, la seva part va passar a Guillem I que fou un dels triarques o tercers de Negrepont.
El 1240 fou senyor de Pilaprene i el 1243, pel seu matrimoni amb Elena, fou rei titular de Salònica (o Tessalònica), posició que només va tenir un any. Llavors es va tornar a casar amb Simona, neboda de Guillem II de Villehardouin, príncep d'Acaia.
A la seva mort el va succeir el seu fill gran nascut del seu segon matrimoni, Guillem II de Verona.

## Referència
- Chroniques greco-romaines inédites ou peu connues, Charles Hopf, Berlin, 1873